# Long haired lover from Liverpool
Long haired lover from Liverpool een liedje van 2:15 geschreven door Christoper Kingsley, soms vermeld als Christopher Dowden. Hij bracht het in 1969 uit als single op Winro Records. Muziekproducenten Mike Curb en Don Randi konden niet voorkomen dat het plaatje flopte. Het kreeg alleen regionaal wat succes.
Het lied kreeg echter een vervolg:
- Jimmy Osmond zong het in 1972 de hitparades in
- Jimmy Osmond zong ook een Poolse versie in onder de titel Długowłosy Kochanek Z Liverpool
- de Zweedse Lill-Babs zong het onder de titel En skön melodi
- de Finse Anna Babitzin zong het onder de titel Pitkätukka Poikafrendi
- De Hongaarse Szandi zong het onder de titel Az Akit Ma Szerethetsz
- de Franse Régis Simard zong het onder de titel Les deux gamins de l’île d’Orléans

## Jimmy Osmond
Diezelfde Mike Curb liet het liedje even later opnemen door kindersterretje Little Jimmy Osmond. Zijn broers verenigd in The Osmonds hadden in de jaren flink wat hits en namen in hun stroom kleine broertje Jimmy mee. In dit geval had Jimmy Osmond echter het succes te danken aan zijn moeder, die Kingsleys liedje hoorde bij MGM Records, de baas bij Winro Records. Jimmy Osmond had dermate veel succes met zijn plaatje, dat de single diverse keren verscheen op verzamelalbums van de grote broers. Hetzelfde gold trouwens ook voor het succes van Donny Osmond met Puppy love. In het Verenigd Koninkrijk wilde men in eerste instantie niet meewerken aan de release, maar Curb wist Virgin Records, de distributeur over te halen.
Jimmy Osmond is zelf geboren in Canoga Park, Californië.

## Hitnotering
Jimmy Osmond had groot succes in het Verenigd Koninkrijk, Ierland en Australië. In de UK Singles Chart stond Long haired lover zesentwintig weken genoteerd, waarvan vijf weken op nummer 1. Het was een record, want nog nooit had zo’n jonge artiest (Jimmy was negen jaar oud en acht maanden) de nummer 1-positie weten te halen. In de Ierse hitparade stond het twaalf weken met eveneens een nummer 1-notering.
In de Amerikaanse Billboard Hot 100 was het minder bedeeld als hit. Het was tien weken genoteerd, maar bleef op plaats 38 steken. Het was in Engeland een kersthit, in Nederland en België kwam de single pas na Nieuwjaar de hitparades in.

### Nederlandse Top 40
The Sweet hield Osmond van de eerste plaats af met Block Buster!.
| Positie: | 28 | 16 | 7 | 4 | 2 | 2 | 3 | 4 | 9 | 12 | 15 | 29 | 29 | 36 | 40 | uit |

### NederlandseDaverende 30
The Sweet hield Osmond van de eerste plaats af met Block Buster!.
| Positie: | 19 | 13 | 8 | 4 | 3 | 2 | 4 | 6 | 8 | 22 | 26 | 29 | uit |

### BelgischeBRT Top 30
| Positie: | 15 | 3 | 4 | 1 | 3 | 4 | 3 | 7 | 15 | 12 | 11 | - | 27 | uit |

### VlaamseUltratop 30
| Positie: | 19 | 9 | 5 | 3 | 3 | 3 | 4 | 5 | 6 | 16 | 16 | 16 | 26 | uit |

### NPO Radio 2 Top 2000
Long haired lover from Liverpool stond alleen in 2000 in de NPO Radio 2 Top 2000, op plek 1680.